# Liste der Wappen in Kempten (Allgäu)
Die Liste der Wappen in Kempten (Allgäu) zeigt die Wappen der bayerischen Stadt Kempten (Allgäu).

## Kempten (Allgäu)

Stadt Kempten (Allgäu) Gespalten von Schwarz und Silber; vorne am Spalt ein halber goldener Adler, hinten auf grünem Dreiberg ein roter Zinnenturm mit offenem Tor.
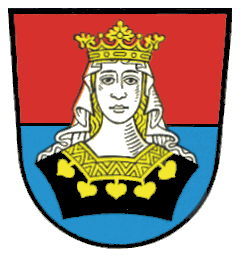
Landkreis Kempten (Allgäu) (1862–1972)

## Ehemalige Gemeinden mit eigenem Wappen

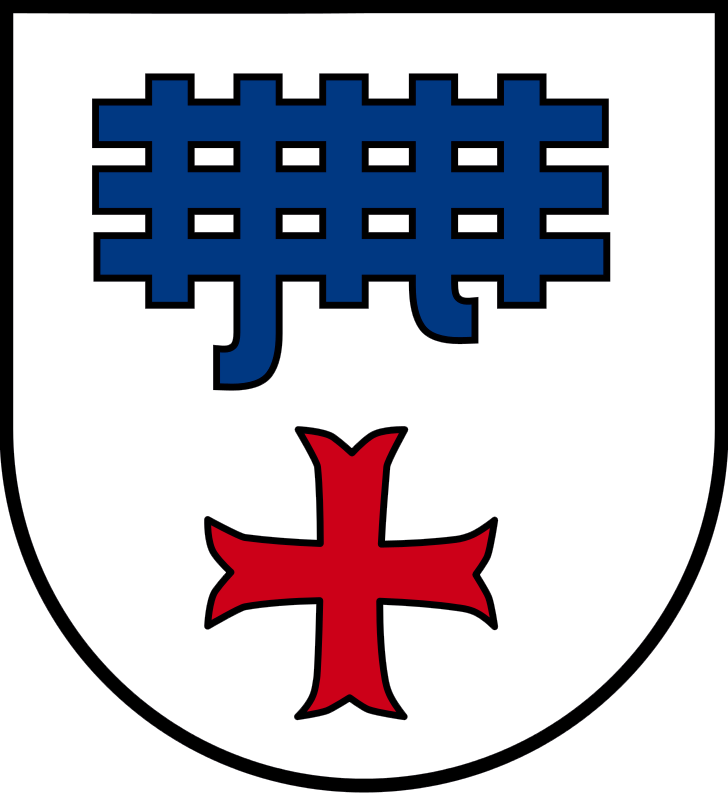
Gemeinde St. Lorenz Der stilisierte blaue Rost ist das Attribut des Gemeindepatrons St. Lorenz, darunter ein rotes Gabelkreuz.
Gemeinde St. Mang geteilt in Blau und Gold, darin der Gemeindepatron St. Magnus mit Abtsstab und besiegtem Drachen.